# Кекер, Кирилл Сергеевич
Кирилл Сергеевич Кекер (род. 22 июня 1979, Фрунзе) — казахстанский футболист, защитник; тренер.

## Биография
Начинал играть в чемпионате Кыргызстана за клуб «АиК» / «Национальная гвардия» / «СКНГ-Гвардия» Бишкек (1995—1999). В сезоне 1998/99 играл за индийский клуб ИТИ Бангалор. Затем выступал в Казахстане. Играл в высшей лиге за клубы «Аксесс-Есиль» / «Аксесс-Голден Грейн» / «Есиль-Богатырь» / «Кызылжар» Петропавловск (1999—2004, 2007—2009), «Окжетпес» Кокчетав (2005—2006, 2009). В первой лиге играл за «Сункар» Каскелен (2010—2011, 2013), «Восток» Усть-Каменогорск (2012).
В 2014 году — главный тренер ФК «Гефест» Сарань. С 2016 года — тренер в системе «Кайрата» Алма-Ата. В мае 2021 года сообщалось, что Кекер с сезона 2021/22 станет главным тренером клуба «Кайрат» Москва, дебютирующего в первенстве ПФЛ России, однако 9 июня он был назначен исполняющим обязанности алматинской команды после ухода Алексея Шпилевского. С января 2022 — главный тренер московского «Кайрата». В июне 2022 года назначен главным тренером клуба «Кайрат» Алма-Ата.